# Mataharis
Mataharis es una película española dirigida por Icíar Bollaín.

## Argumento
Inés, Eva y Carmen trabajan como detectives privados en una agencia de Madrid. Inés (María Vázquez), infiltrada entre los empleados de una compañía multinacional, ha llegado al meollo de una intriga laboral gracias a la colaboración de Manuel. Investiga a Manuel (Diego Martín), un directivo de la empresa. La investigación la coloca ante un complicado dilema sentimental y ético. 
Eva (Najwa Nimri), que acaba de reincorporarse a la agencia después de una baja maternal, compagina como puede el trabajo con la vida familiar cuando descubre que su pareja Iñaki le ha ocultado algo fundamental para el futuro de su relación. 
Carmen (Nuria González), la más experimentada de las tres y con un gris matrimonio, observa y graba el naufragio conyugal de Sergio (Antonio de la Torre). Desde la agencia de Valbuena, para quien trabajan, estas tres profesionales de la vigilancia traspasan a menudo las fronteras de la intimidad ajena, pero nadie les ha preparado para enfrentarse a sus propios secretos.

## Comentarios
Rodada entre Guadalajara, Madrid y Peñíscola (Castellón).

## Premios y nominaciones
Medallas del Círculo de Escritores Cinematográficos de 2007
| Categoría               | Receptor(es)                    | Resultado |
| ----------------------- | ------------------------------- | --------- |
| Mejor película          | Mejor película                  | Candidata |
| Mejor director          | Icíar Bollaín                   | Candidata |
| Mejor actor             | Tristán Ulloa                   | Candidato |
| Mejor actriz            | Najwa Nimri                     | Candidata |
| Mejor actriz secundaria | María Vázquez                   | Ganadora  |
| Mejor actriz secundaria | Nuria González                  | Candidata |
| Mejor guion original    | Icíar Bollaín Tatiana Rodríguez | Ganadoras |
| Mejor montaje           | Ángel Hernández Zoido           | Candidato |

## Reparto
| Actor/Actriz           | Personaje       |
| ---------------------- | --------------- |
| Najwa Nimri            | Eva             |
| Tristán Ulloa          | Iñaki           |
| María Vázquez          | Inés            |
| Diego Martín           | Manuel          |
| Nuria González         | Carmen          |
| Antonio de la Torre    | Sergio          |
| Fernando Cayo          | Valbuena        |
| Manuel Morón           | Samuel          |
| Adolfo Fernández       | Alberto         |
| Mabel Rivera           | Mujer engañada  |
| Florentino Soria       |                 |
| Irene Herranz          |                 |
| Juanma Lara            |                 |
| Aixa Villagrán         |                 |
| Antonio Durán 'Morris' |                 |
| Carlos Santos          |                 |
| Javier Lorenzo         |                 |
| Bart Santana           | Antoñito        |
| Puchi Lagarde          |                 |
| Marilyn Torres         |                 |
| Gloria López           |                 |
| Jorge Pérez            |                 |
| Laura Domínguez        |                 |
| Xoel Fernández         |                 |
| Maite De Lucas         |                 |
| Alex Villamayor        |                 |
| Inma Pérez             |                 |
| Andrew Dasz            |                 |
| José Luis Rodríguez    |                 |
| Josu Ormaetxe          |                 |
| Rosendo Mercado        | Rosendo Mercado |